# Vukovarska Ada
Die Vukovarska Ada ist eine Binneninsel in der Donau, die zwischen der Gespanschaft Vukovar-Srijem, Ostkroatien und der Provinz Vojvodina, Nordserbien umstritten ist. Die bewaldete Hauptinsel sowie mehrere kleinere Inseln sind unbewohnt.

## Grenzstreitigkeiten
Innerhalb des ehemaligen Jugoslawien gehörte die Insel, welche nach dem am kroatischen Ufer liegenden Ort Vukovar benannt ist, zur Teilrepublik Kroatien. Mit dem Zerfall Jugoslawiens wurde auf kroatischem Territorium die international nicht anerkannte Republik Serbische Krajina gegründet, zu welcher auch Teile Ostslawoniens an der Grenze zu Serbien gehörten. Das gesamte kroatische Donauufer war Bestandteil dieses Gebiets. Als die westlichen und wichtigsten Teile der Serbischen Republik Krajina im Sommer 1995 von kroatischen Truppen erobert wurden, verblieb nur noch Ostslawonien unter serbischer Kontrolle. Im Abkommen von Erdut einigten sich die serbische und kroatische Seite darauf, Ostslawonien auf friedlichem Weg wieder der kroatischen Verwaltung zu unterstellen. Ungeachtet der Tatsachen, dass Kroatien vor dem Krieg Auen links der Donau und zahlreiche Flussinseln, welche ins serbische Staatsgebiet hineinragten, besaß, wurde der Mittellauf der Donau als Staatsgrenze zwischen Serbien und Kroatien definiert. Demnach befindet sich die Vukovarska Ada seit 1998 offiziell auf serbischem Hoheitsgebiet. Kroatien dahingegen verlangt die Rückgabe der Inseln und Auenlandschaften am linken, serbischen Ufer der Donau.